# Uvabergets naturskog och Ramlaklint
Uvabergets naturskog och Ramlaklint är ett naturreservat i Jönköpings kommun i Småland.
Området är skyddat sedan 1990 och är 26 hektar stort. Det är beläget vid Ramsjöns sydvästra strand, cirka 5 kilometer nordväst om Svarttorps kyrka och består till stor del av berg, branter och gammal barrskog. I den norra delen ligger Ramaklint och den södra ligger Uvaberget.
Inom reservatet finns flera toppar där den högsta ligger 60 meter över sjöns yta. På hällmarken i bergets högsta partier växer tallskog. Det finns rikligt med död ved som hyser rik vedsvampflora. Där finns t ex kötticka och gränsticka. På lågorna och på marken finns en rik flora av olika mossor och lavar. Längst i söder förekommer en tydligt kalkpåverkad moss- och kärlväxtflora. I barrskogen är fågellivet rikt med ett stort antal arter.
I området finns gott om väl upptrampade stigar och utsikten från Ramaklint är imponerande.  